# 正宗龍統
正宗龍統（しょうじゅうりゅうとう、正長元年〈1428年〉 - 明応7年1月23日〈1498年2月14日〉）は、室町時代後期の臨済宗黄龍派の禅僧。山城国出身。父は東益之。兄に東氏数、東常縁がいる。別号に蕭庵。

## 来歴
建仁寺霊源院の瑞岩龍惺に預けられ、龍惺や伯父の江西龍派、叔父の慕哲龍攀などに師事する。希世霊彦に四六文の伝授を受け、瑞厳、江西、瑞渓周鳳、太虚梵仝などから教えを受けた。1477年（文明9年）から翌年にかけて、宗祇の種玉庵で三体詩の講釈を行い、三条西実隆も同席している。1480年（文明12年）建仁寺の住職となり、輪番制に基づいて1498年（延徳4年）まで七往した。1488年（長享2年）、南禅寺寺坐公文を受け、足利義政預修三十三回忌陞座仏事を担当。1498年（明応7年）、71歳で没。
著書に『禿尾長柄帚』『禿尾鉄苕帚』などがある。瑞厳の蔵書を受け継ぎ、後に細川満元の支援を受けたことで一大蔵書家となり、書庫として秘密蔵を建てた。